# The Thanos Quest
The Thanos Quest è una miniserie a fumetti di due numeri pubblicata dal settembre a ottobre del 1990 dalla Marvel Comics. La storia fu scritta da Jim Starlin e disegnata da Ron Lim.
La storia è una continuazione degli eventi di Silver Surfer (terza serie) #34-38 e fa da prologo alle tre saghe crossover Il guanto dell'infinito, La guerra nell'infinito e La crociata dell'infinito.

## Trama
Dopo essere stato resuscitato dalla Morte per sterminare metà degli esseri viventi dell'universo, Thanos scopre la vera natura delle Gemme Dell'Infinito dopo aver guardato nel Pozzo Dell'Infinito. Convincendo la Morte che con le gemme potrebbe svolgere il suo compito più facilmente, Thanos ebbe il permesso di prenderle dagli individui che le possiedono attualmente.
Nella prima parte, Thanos va nel Nesso della Realtà, una dimensione dove caos e ordine si incontrano, dove l'essere noto come l'Intermediario venne imprigionato da Lord Caos e Padron Ordine. Dopo aver liberato l'Intermediario, Thanos gli ruba la gemma dell'Anima con l'inganno per poi lasciarlo venire punito da Lord Caos e Padron Ordine per la sua evasione.
Thanos va poi dal Campione Dell'Universo, portatore della Gemma del Potere sul pianeta Tamarata, dove si dilettava a misurare la sua forza contro i numerosi eserciti del pianeta. Dopo averlo sfidato a duello, Thanos provoca il Campione per fargli distruggere accidentalmente il pianeta e lasciarlo a fluttuare nello spazio. Thanos offre al Campione un passaggio a un pianeta vicino in cambio della gemma e il Campione accetta credendo che la gemma non funzionava, ignaro che stava traendo forza inconsciamente da essa. Thanos fa la sua parte del patto ma una volta giunti all'atmosfera del nuovo pianeta, Thanos fa precipitare il Campione perché non gli aveva promesso un atterraggio morbido.
Il prossimo bersaglio di Thanos è il Giardiniere, portatore della Gemma del Tempo che ha usato per creare un giardino dalla straordinaria bellezza. Dopo una conversazione pacifica, il Giardiniere cerca di usare il potere della gemma del tempo per stritolare Thanos con della vegetazione. Con la gemma del potere, Thanos si libera e fa rivoltare la gemma del tempo contro il giardiniere, impalandolo con delle radici.
Nella seconda parte, Thanos contatta il Collezionista che stava monitorando le sue azioni dal suo scontro con il Campione. Thanos dice al Collezionista che gli consegnerà un oggetto talmente raro che sarà disposto a dargli in cambio la Gemma della Realtà.
Thanos si mette alla ricerca del Corridore, che ha usato la Gemma dello Spazio per rendersi l'essere più veloce dell'universo. Dopo che il Corridore distrugge il mezzo di trasporto di Thanos, Thanos gli rivela la storia delle gemme dell'infinito, che sono ciò che resta di una entità divina che esisteva prima della creazione dell'universo e che si era suicidato per la disperazione che provava a causa della solitudine. Poi Thanos usa la gemma del tempo per far diventare il Corridore in un vecchio decrepito e poi in un neonato. Con il Corridore neonato tra le braccia, Thanos si teletrasporta nella astronave del Collezionista e consegna il bambino in cambio della gemma della realtà e Thanos mostra il potere della gemma al Collezionista distorcendo la sua nave. Terrorizzato il Collezionista implora Thanos di portare via la gemma. Prima di andarsene, Thanos informa il Collezionista che la trasformazione del Corridore in bambino è solo temporanea e immediatamente il Corridore ritorna alla sua forma adulta e incomincia a menare il Collezionista, furioso perché voleva aggiungerlo alla sua collezione.
L'ultimo bersaglio di Thanos è il Granmaestro, un abile stratega e appassionato di sfide e giochi d'azzardo. Con la Gemma della Mente tenuta dentro una macchina del teletrasporto che si disattiverà solo con la sua morte, il Granmaestro informa Thanos che non avrà la gemma finché non lo sconfiggerà in un gioco di sua scelta. I due si affrontarono all'interno di una realtà virtuale dove Thanos sembra avere la meglio finché non si scopre che il Granmaestro ha sabotato il suo equipaggiamento. Credendo di aver vinto, il Granmaestro rivela che anche lui è consapevole del potere delle gemme e che ha intenzione di usarle per i propri interessi. Ma l'avversario del Granmaestro non era il vero Thanos ma una sua copia robotica e il vero Thanos uccide il Granmaestro e si prende la gemma della mente.
Thanos ritorna dalla Morte con tutte e sei le gemme, vantandosi che era è finalmente un essere pari a lei. La Morte si congratula con Thanos ma continua a rifiutarsi di parlargli di persona e continua a usare i suoi servitori per comunicare con lui. Quando Thanos chiede alla Morte di smetterla di stare in silenzio e di incominciare a rivolgersi a lui come anima gemelle, uno dei servitori della Morte gli informa che con i suoi nuovi poteri non è diventato suo pari ma un suo superiore e quindi si ritiene inadatta a rivolgersi a lui personalmente. Thanos, arrabbiato, distrugge il servitore della Morte e lascia la stanza piangendo e chiedendosi come avrebbe potuto sapere che diventare un dio sarebbe stata una vittoria vana.